# Comuna Urojaine, Borșciv
Urojaine (în ucraineană Урожайне) este o comună în raionul Borșciv, regiunea Ternopil, Ucraina, formată din satele Dzvenîhorod, Latkivți și Urojaine (reședința).

## Demografie
Componența lingvistică a comunei Urojaine
     Ucraineană (99,56%)
     Alte limbi (0,44%)
Conform recensământului din 2001, majoritatea populației comunei Urojaine era vorbitoare de ucraineană (99,56%), existând în minoritate și vorbitori de alte limbi.